# The Legend of Kage
The Legend of Kage (影の伝説?, Kage no Densetsu) è un videogioco arcade sparatutto a piattaforme del 1985 della Taito, convertito anche per numerosi home computer e per NES nel biennio 1986-1987. Le versioni per i computer occidentali vennero pubblicate dalla Imagine Software, all'epoca un'etichetta della Ocean Software, con il titolo Legend of Kage.

## Trama
Nell'antico Giappone, un giovane ninja Iga soprannominato Kage ("ombra") parte alla sua missione di salvataggio della principessa Kiri (Kirihime), rapita e tenuta prigioniera in una fortezza (il castello di Dragon King in alcune conversioni). Egli deve prima attraversare una foresta con alberi molto alti e poi salire fino alla cima della fortezza. Armato di shuriken e di una corta spada, deve affrontare orde di altri ninja e guerrieri.

## Modalità di gioco
Lo scenario di The Legend of Kage, bidimensionale, è mostrato con visuale laterale a scorrimento in tutte le direzioni. Il giocatore controllando Kage può fare salti molto ampi, abbassarsi, arrampicarsi in verticale sui tronchi degli alberi. Ha poi una dotazione illimitata di shuriken che si possono sparare in tutte le direzioni, mentre a distanza ravvicinata usa la spada.
Nella foresta Kage può aggirarsi liberamente sul terreno o sui rami degli alberi che fanno da piattaforme. I ninja arrivano dai lati o piombando dall'alto, armati di bastoni o in alcuni casi di shuriken. Per completare la foresta bisogna eliminare un certo numero di nemici di determinati tipi più forti che compaiono progressivamente, tra cui stregoni sputafuoco. Un libro magico nascosto tra i rami, se raccolto, fa da smart bomb.
La fase successiva è di fronte alle mura alla base della fortezza, con la presenza anche di ninja che balzano fuori dal fossato; anche qui occorre eliminare un certo numero di nemici specifici per poter proseguire, più precisamente dieci. Quindi si devono risalire le mura della fortezza saltando da un piano all'altro, e nella fase finale si attraversa l'interno dell'edificio salendo rampe di scale fino alla principessa. Infine, per poter vincere il gioco ella dovrà essere salvata due volte (tre nella versione NES), e ogni volta che viene salvata, cambia la stagione di ambientazione.

## Eredità
Nel 1988 Taito pubblicò un gioco simile per NES, Demon Sword (sviluppato da TOSE), a volte ritenuto non ufficialmente un seguito.
Un suo remake 2.5D, assieme alla versione originale arcade, sono stati inclusi nella raccolta per PSP del 2006 intitolata Taito Legends Power-Up. Versioni recentemente emulate sono uscite su Virtual Console e PlayStation Network e all'interno di Taito Legends 2, quest'ultimo per PC, PlayStation 2 e Xbox.
Un sequel ufficiale intitolato The Legend of Kage 2 è stato pubblicato nel 2008 esclusivamente per Nintendo DS.